# David Nugent
David James Nugent (Huyton, 1985. július 28. –) angol labdarúgó, aki jelenleg a Middlesbroughban játszik.

## Pályafutása

### Bury
Nugent a Liverpool ifiakadémiáján kezdett futballozni, de 2001-ben, 15 évesen távozott onnan. A Bury fiataljai között fejlődött tovább. 2002 márciusában, egy Port Vale elleni meccsen debütált a felnőttek között, mindössze 16 évesen. Eleinte nem találta a helyét a csapatban, de a 2004/05-ös szezont szenzációs formában kezdte, ami miatt több csapat is felfigyelt rá.

### Preston North End
A Preston North End 2005 januárjában 100 ezer fontért leigazolta Nugentet. Rajtuk kívül a Burnley és a Northampton Town is az érdeklődők között volt. Hamar bebizonyította, hogy a másodosztályban is megállja a helyét. Első teljes szezonjában 32 bajnokin kapott lehetőséget és tíz gólt szerzett. Csapata végül bejutott a rájátszásba is, ahonnan a Leeds United ejtette ki őket.
2006 nyarán több találgatás is napvilágot látott a jövőjével kapcsolatban, de végül a Prestonnál maradt. A 2006/07-es idényben 43 mérkőzésen játszott és 15 gólt szerzett. Jó teljesítménye elismeréseként az angol válogatottba is behívták. Ez volt az utolsó évada a PNE játékosaként.

### Portsmouth
A Sunderland és a Portsmouth is tett egy-egy 6 millió fontos ajánlatot a Prestonnak. A fehér mezesek mindkettőt elfogadták, így Nugentnek kellett döntenie, ő a Pompeyt választotta. 2007. július 11-én jelentették be a leigazolását. Mindössze hetekkel később a Derby County megpróbálta elcsábítani új csapatától. Ő a maradás mellett döntött, bár sokak szerint ezt nem jól tette.
2008 márciusában csapata szerette volna kölcsönadni az Ipswich Townnak, de a transzfer nem jött létre. Május 17-én csereként pályára lépett a Cardiff City elleni FA-kupa-döntőn, melyet a Portsmouth 1-0-ra megnyert. 2009. január 18-án, 18 hónappal leigazolása után megszerezte első Premier League-gólját, a Tottenham Hotspur ellen volt eredményes.
2009. augusztus 5-én csapata portugáliai edzőtáborában összeveszett csapattársával, Marc Wilsonnal. Az eset után mindkét játékost hazaküldték és kétheti fizetésüket megvonták. A hónap végén a Pompey mestere, Paul Hart azt nyilatkozta, szerinte Nugent nem Premier League-szintű játékos. Az átigazolási időszak utolsó pillanataiban a Burnley hat hónapra kölcsönvette.
2009. szeptember 12-én debütált a csapatban egy Liverpool elleni mérkőzésen. Első hazai meccsén, a Sunderland ellen duplázott, amivel 3-1-es sikerhez segítette a Burnleyt.

## Válogatott
Nugent 2005 februárjában, Wales ellen debütált az U21-es angol válogatottban. A csapattal részt vett a 2007-es U21-es Eb-n is.
A felnőtt válogatottban 2007. március 28-án, egy Andorra elleni Eb-selejtezőn mutatkozott be. A találkozó vége felé állt be csereként és a 90. percben gólt szerzett, ezzel kialakítva a 3-0-s végeredményt. Azóta egyszer sem sikerült bekerülnie a válogatottba.

## Sikerei, díjai

### Portsmouth
- FA Kupa-győztes: 2008

## Külső hivatkozások
- David Nugent pályafutásának statisztikái a Soccerbase oldalon (angolul)

- David Nugent adatlapja a Burnley honlapján

## Fordítás
- Ez a szócikk részben vagy egészben  a   David Nugent című angol Wikipédia-szócikk fordításán alapul.  Az eredeti cikk szerkesztőit annak laptörténete sorolja fel. Ez a jelzés csupán a megfogalmazás eredetét és a szerzői jogokat jelzi, nem szolgál a cikkben szereplő információk forrásmegjelöléseként.